# Sapintus
Sapintus is een  geslacht van kevers uit de familie snoerhalskevers (Anthicidae). De wetenschappelijke naam van het geslacht is voor het eerst geldig gepubliceerd door Thomas Lincoln Casey in 1895. Hij bracht er een tiental soorten in onder, deels nieuwe en deels soorten die voorheen tot het uitgebreide geslacht Anthicus Paykull werden gerekend, en die voorkwamen in de Verenigde Staten en in Midden-Amerika. Dat waren de soorten:
- Sapintus pubescens (LaFerté)
- Sapintus rusticus [nieuwe soort]
- Sapintus fulvipes (LaFerté)
- Sapintus colonus [nieuwe soort]
- Sapintus hispidulus [nieuwe soort]
- Sapintus pusillus (LaFerté)
- Sapintus corticalis (LeConte)
- Sapintus festinans [nieuwe soort]
- Sapintus mollis [nieuwe soort]
- Sapintus timidus [nieuwe soort]

Kenmerken van Sapintus in vergelijking met het verwante geslacht Anthicus zijn onder meer: een relatief kleine en korte prothorax, tegenover een vrij grote prothorax bij Anthicus, en relatief grotere en langere dekschilden. De meeste soorten zijn bruin van kleur.

## Soorten
Sapintus is een omvangrijk geslacht, dat over de hele wereld voorkomt.
- Sapintus alvarengai
- Sapintus argenteofasciatus
- Sapintus arizonicus
- Sapintus aucklandensis
- Sapintus austerus
- Sapintus bagiuniensis
- Sapintus balteatus
- Sapintus barbei
- Sapintus barbifer
- Sapintus benoiti
- Sapintus bredoi
- Sapintus brincki
- Sapintus canaliculatus
- Sapintus capitatus
- Sapintus caudatus
- Sapintus colonus
- Sapintus confertopunctatus
- Sapintus congoensis
- Sapintus corticalis
- Sapintus creber
- Sapintus cruciellus
- Sapintus curvipilosus
- Sapintus deitzi
- Sapintus fallax
- Sapintus festinans
- Sapintus flinti
- Sapintus fulvipes
- Sapintus ghesquierei
- Sapintus golbachi
- Sapintus hispidulus
- Sapintus horvathi
- Sapintus inspoliatus
- Sapintus lemniscatus
- Sapintus lobatus
- Sapintus luteobimaculatus
- Sapintus madangensis
- Sapintus malkini
- Sapintus minamiiwo
- Sapintus mollis
- Sapintus ovalis
- Sapintus paulosericus
- Sapintus placitus
- Sapintus pollocki
- Sapintus propinquus
- Sapintus pubescens
- Sapintus pusillus
- Sapintus relatus
- Sapintus repentinus
- Sapintus ruficollis
- Sapintus rusticus
- Sapintus sentis
- Sapintus similis
- Sapintus spinipes
- Sapintus spinulosus
- Sapintus subulatus
- Sapintus sudanicus
- Sapintus suzelae
- Sapintus takaosus
- Sapintus timidus
- Sapintus tschoffeni
- Sapintus vrydaghi